# Michael Smuin
Michael Smuin (Missoula, 13 ottobre 1938 – San Francisco, 23 aprile 2007) è stato un ballerino, coreografo e direttore teatrale statunitense. È stato cofondatore e direttore della sua compagnia di danza, la Smuin Contemporary Ballet di San Francisco.

## Biografia
Nato a Missoula, nel Montana, Smuin fu ballerino principale con l'American Ballet Theatre ed il San Francisco Ballet, per il quale fu condirettore artistico dal 1973 al 1985. Nel 1994 fondò la compagnia Smuin Contemporary Ballet. Ha anche coreografato per il Dance Theatre of Harlem, Washington Ballet, Pacific Northwest Ballet e Milwaukee Ballet.
Le sue realizzazioni a Broadway includono Little Me (1962) come ballerino, Anything Goes (1987) come coreografo e Sophisticated Ladies (1981) e Shogun: The Musical (1990) come coreografo e regista. Ha anche coreografato la produzione del West End del 1995 di Mack and Mabel.
I crediti cinematografici di Smuin includono The Fantasticks, A Walk in the Clouds, The Joy Luck Club, The Cotton Club e Rumble Fish.
Smuin crollò e morì per un attacco di cuore mentre insegnava in un corso della compagnia a San Francisco.

## Premi e nomination
Awards
- 1984 Emmy Award for Outstanding Achievement in Choreography – Great Performances: Dance in America
- 1988 Tony Award for Best Choreography – Anything Goes
- 1988 Drama Desk Award for Outstanding Choreography – Anything Goes

Nominations
- 1981 Tony Award for Best Choreography – Sophisticated Ladies
- 1981 Tony Award for Best Direction of a Musical – Sophisticated Ladies
- 1981 Emmy Award for Outstanding Achievement in Choreography – Great Performances: Dance in America